# Святой Урсицин
Урсицин — раннехристианский мученик I века, почитаемый Католической церковью (память 19 июня).
Согласно житию Урсицин был врачом в Равенне. За принадлежность к Христианской церкви Урсицин был приговорён к смерти (предположительно во время гонений Нерона). Легенда связывает имена Урсицина и святого Виталия, последний горячо убеждал колеблющегося Урсицина остаться верным Богу и не бояться предстоящих мучений.
В Равенне почитается ещё один одноимённый святой — епископ Урсицин Равеннский, основавший церковь Сант-Аполлинаре-ин-Классе.